# Yichun (Stadtbezirk)
Der Stadtbezirk Yichun (伊春区,  Yīchūn Qū) der bezirksfreien Stadt Yichun in der chinesischen Provinz Heilongjiang im Nordosten der Volksrepublik China hat eine Fläche von 100 km² und zählt ca. 150.000 Einwohner (2004).
Er liegt an der Mündung des Flusses Yichun He in den Tangwang He, einen Nebenfluss des Songhua Jiang (Sungari).